# Wuzhun Shifan
Wuzhun Shifan (en xinès tradicional: 無準師範; en xinès simplificat: 无准师范; en pinyin: Wú zhǔn shīfàn) fou un monjo budista chan, pintor i cal·lígraf que va viure durant la dinastia Song. Va néixer el 1178 a Zitong, província de Sichuan, i es va morir el 1249. L'emperador Lizong de Song va voler entrevistar-se amb Wuzhun Shifan per tal de discutir sobre la doctrina chan. Va ensenyar a nombrosos alumnes, entre els quals destaca el cèlebre monjo japonès Enni Be'nen.